# Belyounech
Belyounech (en arabe: بليونش, en langues berbères: ⴱⵍⵢⵓⵏⴰⵛ) est une commune rurale sur le détroit de Gibraltar, à côté de la frontière de Ceuta, qui compte environ 5 500 habitants dans la préfecture de M'diq-Fnideq dans la région de Tanger-Tétouan-Al Hoceïma, située au nord du Maroc. Il s'agit notamment de la commune la plus septentrionale du Maroc.
La commune est un arrêt pour accéder à Djebel Musa car il s'agit de la plus proche.

## Histoire
Belyounech est un village habité au Moyen Âge. Proche de Ceuta, ce village est un lieu clé dans la défense du littoral du côté sud du détroit de Gibraltar. 

Les premiers écrits musulmans sur Belyounech, qui remontent vraisemblablement à l’époque almoravide, sont évoqués par Al Qâdî 'Iyâd Ibn Mûsâ Al Yahsûbî, historien et juge qui est né à Ceuta en 1083. Il évoque la cité en disant que 
« Belyounech est un paradis, mais son chemin est traversé de ruisseaux, comme le paradis de l’éternité. Personne ne peut le voir, sauf celui qui traverse son chemin . »
À la même période, Abu al-Abbas a-Sabti, philosophe soufi originaire lui aussi de Ceuta, écrit que 
« Belyounech ne s’assèche pas ».  
Plus tard, au XIVe siècle, Ibn Al Khatib, historien, poète et gouverneur évoque Belyounech avec ces mots : 
« Belyounech est le lieu le plus élevé et la plus belle terre de Dieu. C’est le paradis d’ici-bas pour quiconque vient ici, recevant satisfaction [l’Esprit et le basilic] ». 
Tous ces écrits sur Belyounech nous font comprendre que le village est apprécié de ceux le connaissant, ce qui explique une implantation forte en son sein.

### Livres
Ab al-Fid Isml ibn Al, 1273-1331, Joseph Toussaint Reinaud, et William MacGuckin Slane. Géographie d’Aboulféda; texte arabe publié d’après les manuscrits de Paris et de Leyde ... Paris Impr. royale, 1840. http://archive.org/details/gographiedabou00abal.

### Articles
H. Benslimane, « L'archéologie islamique au Maroc et son apport à l'Histoire », Bulletins de l'Académie Royale de Belgique, Bruxelles, 1993.
Gómez, María Dolores Rodriguez. « La evolución urbanística medieval de los principales fondeaderos del Habat según los viajeros y otras fuentes: II. Belyunech, Qsar Segir, Tánger y Arcila », 2005.
M. Terrasse, « Recherches archéologiques d'époque islamique en Afrique du Nord », Comptes rendus des séances de l'Académie des Inscriptions et Belles-Lettres, Paris, 1976.
Turki, Abdel Magid. « Physionomie monumentale de Ceuta: un hommage nostalgique à la ville par un de ses fils, Muhammad B. Al-Qasim Al-Ansari (traduction annotée de son Ihtisar al-ahbar) ». Hesperis Tamuda 20, no 1 (1982): 113‑62. 